# Pentila elpinice
Pentila elpinice är en fjärilsart som beskrevs av Karl Grünberg 1911. Pentila elpinice ingår i släktet Pentila och familjen juvelvingar. Inga underarter finns listade i Catalogue of Life.